# Lliga espanyola de softbol
La Lliga espanyola de softbol, coneguda com a Lliga Nacional de Sóftbol Divisió d'Honor Nacional (en castellà: Liga Nacional de Sófbol División de Honor) és una competició esportiva de clubs espanyols de softbol, creada l'any 1989. De caràcter anual, està organitzada per Reial Federació Espanyola de Beisbol i Softbol. Aquesta competició va ser temporalment la continuació del Campionat d'Espanya de softbol, que va tornar disputar-se l'any 1992 com a Copa de la Reina de softbol. Des del 2014, els equips participants disputen un torneig a doble volta que determina el campió.
El dominador històric de la competició és el Club Beisbol Viladecans amb deu títols.

## Palmarès
| En negreta = Equip guanyador (1) = Nombre de campionats Nota: Noms dels equips segons l'època |

| Edició | Temporada | Campió                     | Resultat | Subcampió              | refs          |
| ------ | --------- | -------------------------- | -------- | ---------------------- | ------------- |
| I      | 1989      | Dridma Rivas SC (1)        |          |                        | [ 2 ]         |
| II     | 1990      | Dridma Rivas SC (2)        |          |                        | [ 3 ]         |
| III    | 1991      | CS Piratas Alcobendas (1)  |          |                        | [ 3 ]         |
| IV     | 1992      | CB Viladecans (1)          |          |                        | [ 1 ]         |
| V      | 1993      | CS Blau (1)                |          |                        | [ 3 ]         |
| VI     | 1994      | Atlético Democráticas (1)  |          | Rivas Sofbol           | [ 3 ]         |
| VII    | 1995      | Atlético Democráticas (2)  |          | Rivas Sofbol           | [ 3 ]         |
| VIII   | 1996      | Rivas Sofbol (3)           |          |                        | [ 3 ]         |
| IX     | 1997      | CB Viladecans (2)          |          | Rivas Sofbol           | [ 1 ]         |
| X      | 1998      | Rivas Sofbol (4)           |          |                        | [ 3 ]         |
| XI     | 1999      | Rivas Sofbol (5)           |          |                        | [ 3 ]         |
| XII    | 2000      | CB Viladecans (3)          |          | Rivas Sofbol           | [ 1 ]         |
| XIII   | 2001      | CB Viladecans (4)          |          | Rivas Sofbol           | [ 1 ]         |
| XIV    | 2002      | CB Viladecans (5)          |          |                        | [ 1 ]         |
| XV     | 2003      | CB Viladecans (6)          |          |                        | [ 1 ] [ 4 ]   |
| XVI    | 2004      | CB Viladecans (7)          |          | Rivas Sofbol           | [ 1 ] [ 4 ]   |
| XVII   | 2005      | CB Viladecans (8)          | 3-1      | Rivas Sofbol           | [ 1 ] [ 4 ]   |
| XVIII  | 2006      | CB Viladecans (9)          |          |                        | [ 1 ]         |
| XIX    | 2007      | CB Viladecans (10)         |          |                        | [ 1 ]         |
| XX     | 2008      | CBS Antorcha-CEU (1)       | 3-0      | Hèrcules Hospitalet    | [ 5 ]         |
| XXI    | 2009      | CBS Antorcha-CEU (2)       | 2-1      | CS Viladecans          | [ 6 ] [ 7 ]   |
| XXII   | 2010      | CS Viladecans (1)          | 3-0      | Eguzki OBB             | [ 8 ]         |
| XXIII  | 2011      | CS Viladecans (2)          | 3-0      | PS Gavanenc            | [ 9 ]         |
| XXIV   | 2012      | CS Viladecans (3)          | 4-1      | Kirolgi OBB            | [ 10 ] [ 11 ] |
| XXV    | 2013      | CBS Sant Boi (1)           | 3-0      | Kirolgi OBB            | [ 12 ] [ 1 ]  |
| XXVI   | 2014      | CBS Antorcha (3)           | lligueta | CBS Sant Boi           | [ 13 ]        |
| XXVII  | 2015      | Atlético San Sebastián (1) | lligueta | CBS Sant Boi           | [ 14 ]        |
| XXVIII | 2016      | Atlético San Sebastián (2) | lligueta | CBS Sant Boi           | [ 15 ]        |
| XXIX   | 2017      | CS Fenix València (1)      | lligueta | Atlético San Sebastián | [ 16 ]        |
| XXX    | 2018      | Atlético San Sebastián (3) | lligueta | CBS Rivas              | [ 17 ]        |
| XXXI   | 2019      | CBS Rivas (1)              | lligueta | Atlético San Sebastián | [ 18 ]        |
| XXXII  | 2020      | CBS Rivas (2)              | lligueta | CB Viladecans Sercotel | [ 19 ]        |

1. 1 2 3 4 5 6 7  Després de la fase regular, va disputar-se una fase final en sistema d'eliminació directa